# Monte Boglia

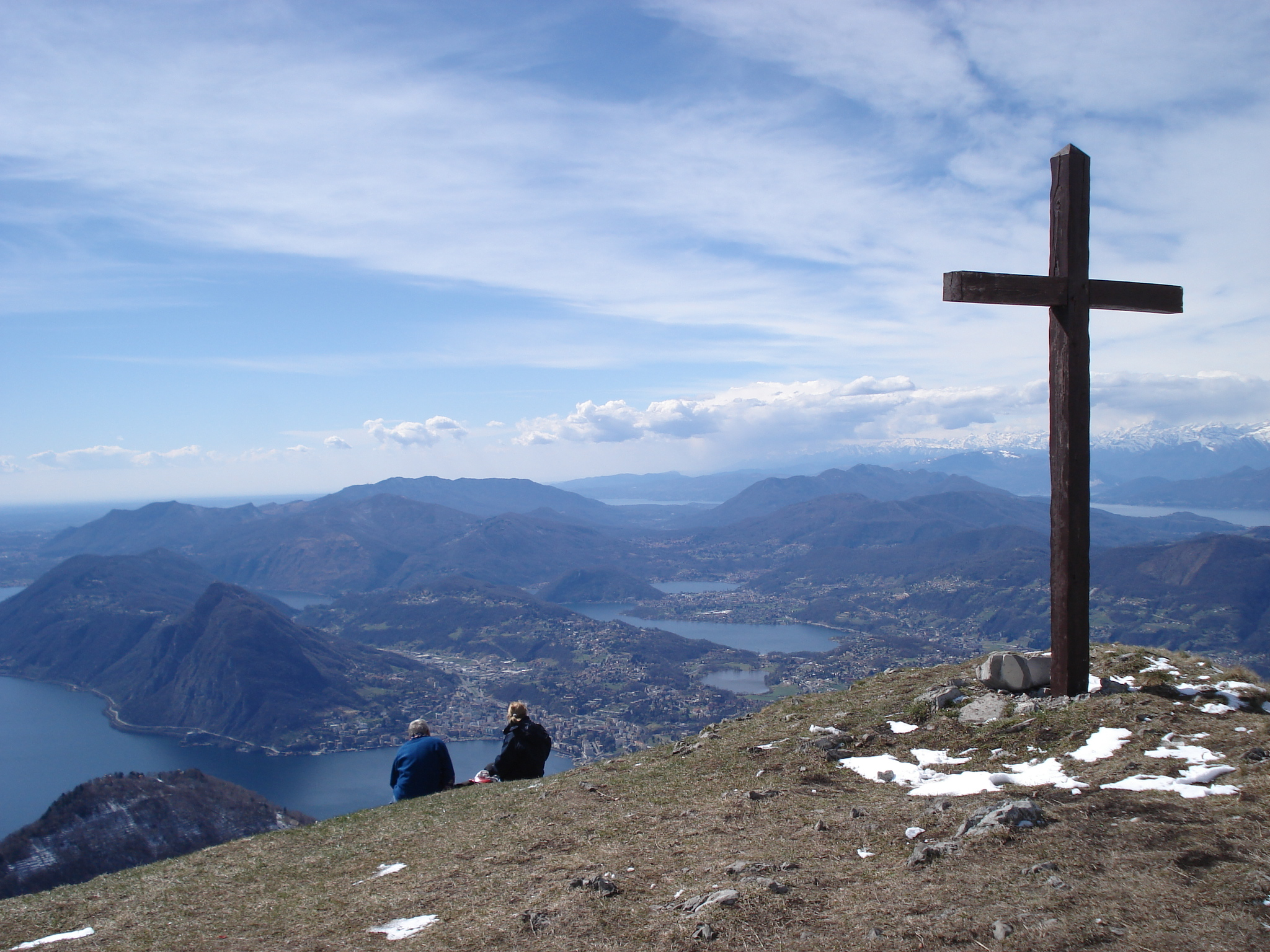
Aussicht vom Monte Boglia aufs Luganer Becken

Der Monte Boglia ist ein Berg in der Schweiz und in Italien, auf dessen Kamm die Grenze zwischen dem Kanton Tessin und der italienischen Provinz Como verläuft. Er ist grösstenteils bewaldet, und sein höchster Punkt liegt auf 1516 m ü. M.
Der Monte Boglia steht etwa 3 km nordöstlich vom Monte Brè, dem Hausberg von Lugano. Er ist die höchste Erhebung des Bezirks Lugano. 